# Kach
Il Kach (ebraico כ"ך, dal 1990 Kahane Chai) è stato un partito politico israeliano nazionalista e di ideologia sionista.
Fondato dal rabbino statunitense Meir Kahane nel 1971, venne sciolto nel 1994 dal governo israeliano guidato da Yitzhak Rabin - che cadrà più tardi vittima proprio dell'estremismo di destra israeliano - nel quadro delle leggi anti-terroriste varate.
L'organizzazione è elencata sulla lista ufficiale delle organizzazioni terroristiche del Canada e degli Stati Uniti d'America oltre che su quella del Consiglio dell'Unione europea ma non vi compare più dal 2010.

## Storia

### La creazione
Il rabbino Kahane emigrò in Israele nel 1971. Nel 1973, il Kach si presentò per la prima volta alle elezioni della Knesset, senza ottenere seggi. Il Kach si presenterà di nuovo nel 1977 e nel 1981, senza successo. Nel 1984, il Kach si presentò ancora, ed ottenne un seggio, quello del rabbino Kahane.
Meir Kahane fu assassinato nel corso di un incontro pubblico negli USA nel 1990. Colui che viene considerato ancora oggi il principale sospettato, l'egiziano El Sayyid Nosair sarà infine assolto dall'accusa di omicidio per mancanza di prove, prima di essere condannato per detenzione d'armi e, in seguito, per appartenenza ad una organizzazione legata ad al-Qāʿida. In seguito all'assassinio del rabbino, il movimento si scisse in due, il Kach ed il Kahane Chai (letteralmente «Kahane vive»). Il Kach fu inizialmente diretto dal rabbino Avraham Toledano, poi da Baruch Marzel, della colonia di Hebron.

### Il cambio di nome
Dopo aver cambiato nome in Il Kahane Chai nel 1990, il partito fu guidato dal  figlio di Meir Kahane, Binyamin Ze'ev Kahane, della colonia di Kfar Tapuach, sino al   2000. In quell'anno, lui e sua moglie vennero assassinati  da Palestinesi, all'inizio della seconda Intifada. Le due organizzazioni si separarono principalmente a causa di problemi sulle persone più che per divergenze ideologiche.

### Il massacro di Hebron e lo scioglimento
Dopo il massacro di Hebron del 1994, avvenuto in opposizione agli accordi di Oslo per mano di un militante e colono nazionalista religioso radicale, Baruch Goldstein, che si presentava come un discepolo del rabbino Kahane, massacrò 29 fedeli musulmani che erano intenti a pregare nella tomba dei Patriarchi, a Hebron. In seguito all'accaduto, le autorità israeliane (sotto il governo di Yitzhak Rabin) decisero di vietare, ai sensi delle leggi anti-terrorismo, Kach e Kahane Chai .
A partire da tale data, le due organizzazioni vivono nella semi-clandestinità. Molti fra i loro leader saranno imprigionati senza processo per qualche settimana o qualche mese (sempre ai sensi delle leggi anti-terrorismo).

### Gli anni 2000
A partire dagli anni 2000 diversi siti internet hanno mostrato una certa vitalità dell'ideologia dell'organizzazione: The Kahane Movement, e The New Kach Movement. Queste micro-organizzazioni compaiono sulla lista delle organizzazioni terroristiche del governo americano: American Friends Of The United Yeshiva Movement, American Friends Of Yeshivat Rav Meir, Comitato per la sicurezza sulle strade, Dikuy Bogdim, Dov, Forefront Of The Idea, Friends Of The Jewish Idea Yeshiva, Jewish Legion, Judea Police, Judean Congress, Kahane Tzadak, Kahane.Org, Kahanetzadak.Com, Kfar Tapuah Fund, Koach, Meir's Youth, New Kah Movement, Newkach.Org, No'ar Meir, Repression Of Traitors, State Of Judea, Sword Of David, The Committee Against Racism And Discrimination, The Hatikva Jewish Identity Center, The International Kahane Movement, The Judean Legion, The Judean Voice, The Qomemiyut Movement, The Rabbi Meir David Kahane Memorial Fund, The Voice Of Judea, The Way Of The Torah, The Yeshiva Of The Jewish Idea, Yeshivat Harav Meir.
In occasione delle elezioni parlamentari del 2006, Baruch Marzel presentò la propria lista sotto l'egida del partito da lui fondato, Hazit Yehudit LeUmit (Fronte Nazionale Ebraico). Il partito otterrà quasi 25 000 voti, ma il numero non sarà sufficiente per permettere a Marzel di essere eletto alla Knesset. Nelle elezioni del 2009 il Fronte Nazionale Ebraico riuscirà invece ad eleggere un parlamentare nelle liste dell'Unione Nazionale.
Otzma Yehudit, fondato nel 2012, è considerato il successore ideologico del Kach. Il partito riesce ad eleggere per la prima volta il suo leader Itamar Ben-Gvir nelle elezioni del 2021, nelle liste del Partito Sionista Religioso.

## Ideologia

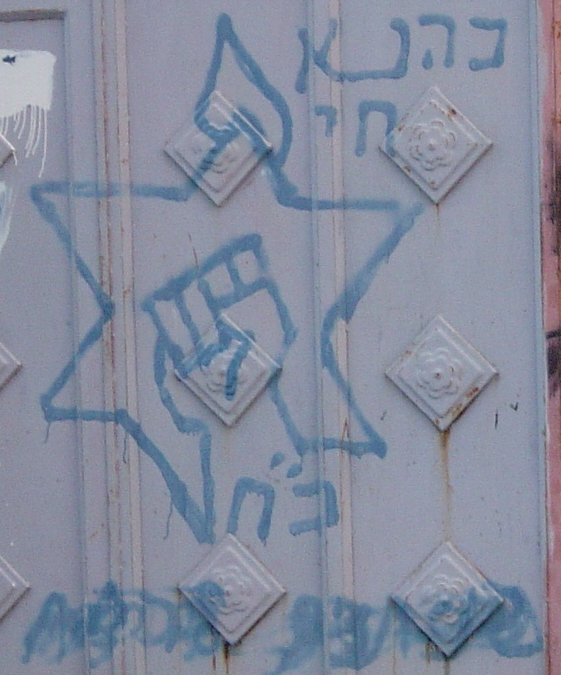
Graffiti del Kach a Hebron. Le parole in alto a destra significano «Kahane Chai». Il pugno chiuso sollevato, all'interno della stella di David è il logo del partito.

Le sue idee fondamentali sono state:
- La Grande Israele:  L'insieme di Eretz Israel (Israele nelle sue frontiere bibliche) deve diventare ebrea, non solo per un ribadito "diritto storico" degli ebrei su questa parte del mondo, ma anche perché ciò risponde a un "ordine divino". Kach sostiene quindi una politica di colonizzazione da ottenere con insediamenti ebraici massicci in Cisgiordania (chiamata da Israele "Giudea-Samaria") e nella Striscia di Gaza. «È anche l'ultima profanazione (hillul hashem) del nome di Dio e abbandonare la terra che Dio ci ha promesso».[9]
- Demografia ebraica: gli Arabi non hanno alcun diritto su questa terra e devono lasciarla. L'obiettivo è quindi la deportazione (per eufemismo definita "trasferimento") degli Arabi (ivi compresi gli Arabi d'Israele che hanno cittadinanza israeliana, che sarebbero "ostili") nei Paesi arabi.
- Rifiuto della democrazia: la democrazia è una creazione occidentale contraria alla Halakha (legge religiosa giudaica), e non ha valore intrinseco. «L'Occidente liberale parla del regno della democrazia, dell'autorità della maggioranza, mentre il Giudaismo parla di autorità divina, che è immutabile e non è soggetta all'urna elettorale o all'errore di una maggioranza... È il giogo di Dio, l'assoggettamento della nostra volontà di fronte alla Sua che costituisce il principio essenziale del Giudaismo».[10]
- Stato religioso: «Lo Stato ebraico deve essere fondato sulla legge religiosa, la Halakha. Il sistema giudiziario non favorirà più a lungo la legge laica in relazione alla legge della Torah».[9]
- Possibile ricorso alla violenza: La violenza è legittima per garantire l'unità della Terra d'Israele.

## Attività politica
Nel 1985, turbato dalla crescita del Kach, la Knesset approvò un emendamento alla legge sulla Knesset la quale vietava ai partiti che esaltavano il razzismo di presentarsi. Meir Kahane restò deputato fino al 1988, ma il suo partito e lui stesso non ebbero il diritto di presentarsi alle elezioni successive e a partire dal 1988. Dal 1988, il Kach continuò ad esistere, ma come un gruppo radicale extra-parlamentare, insediato soprattutto nelle colonie israeliane sioniste più radicali.